# Baška (Eslováquia)
Baška é um município da Eslováquia, situado no distrito de Košice-okolie, na região de Košice. Tem 4,5 km² de área e sua população em 2018 foi estimada em 651 habitantes.

## Demografia
| Ano:        | 1994 | 2004    | 2014    | 2024    |
| ----------- | ---- | ------- | ------- | ------- |
| Broj ljudi: | 270  | 326     | 561     | 797     |
| Razlika:    |      | +20,74% | +72,08% | +42,06% |

| Ano:               | 2023 | 2024   |
| ------------------ | ---- | ------ |
| Número de pessoas: | 779  | 797    |
| Diferença:         |      | +2,31% |